# Patù
Patù es una localidad italiana de la provincia de Lecce, región de Puglia, con 1.739 habitantes.

## Evolución demográfica
| Gráfica de evolución demográfica de Patù entre 1861 y 2001 |
|                                                            |
| Fuente ISTAT - elaboración gráfica de Wikipedia            |